# تشانغ ون هونغ
تشانغ ون هونغ (بالصينية: 张文宏) (وُلد في آب 1969) طبيب صيني، وعضو في الحزب الشيوعي الصيني، هو مدير وأمين فرع الحزب لقسم الأمراض المعدية في مستشفى هواشان التابع لجامعة شنغهاي فودان، وهو أيضًا قائد مجموعة خبراء العلاج الطبيعي في شنغهاي، نائب مدير معهد شنغهاي لأمراض الكبد وعضو اللجنة الدائمة لفرع الأمراض المعدية بالجمعية الطبية الصينية.

## التجربة
تخرج تشانغ ون هونغ من جامعة شنغهاي الطبية في 1993، وتخصص في الطب، وحصل على الدكتوراه من جامعة فودان عام 2000. درس في مركزBI الطبي التابع لكلية الطب في جامعة هارفارد ومستشفى الملكة ماري التابع لجامعة هونغ كونغ.

## أخبار ذات صلة
في مقابلة عام2018 قال تشانغ ون هونغ «مع التحديث المستمر للأدوية العلاجية، يمكن الآن علاج التهاب الكبد» C.

### فيروس كورونا 2019
تشانغ ون هونغ هو قائد مجموعة خبراء العلاج الطبي في شنغهاي في جائحة فايروس كورونا 2019-2020. واقترح أن يقوم المدراء بتفيش الغرف شخصيًا، بدلًا من "توجيه أصابع الاتهام خلف ظهور الآخرين"، تغيير المواقف حيث "لا يمكن للمرء التنمر على المطيع", "استبدال جميع الأطباء في جميع المناصب واستبدالهم بأعضاء الحزب الوطني الشيوعي في المقاطعات" و "لا مساومة". انتشر الفيديو على Weibo ووسائل التواصل الاجتماعي الأخرى، حيث وصفه مستخدمو الإنترنت بأنه "مدير متشدد". في وقت لاحق، في مقابلة مع وسائل الإعلام، قال:"كل شخص 'محارب' من الآن فصاعدًا ". أنت لست معزولًا في البيت، أنت تقاتل ! هل تشعر بالملل الشديد؟ كما سيصاب الفيروس 'بالملل حتى الموت' (يختنق) من قبلك." "إذا حجرتم أنفسكم لمد أسبوعين، فإن الفيروس سيشعر بالملل، ويكف انتشاره في المجتمع". وومنذ ذلك الحين تم طرح ثلاثة معايير مهمة بشأن العودة للعمل وهي " منع الخسائر البشرية للنيران الصديقة ومكافحة السرقة والابتعاد عن الزملاء".
في نهاية شباط، قال تشانغ ون هونغ في مقابلة إعلامية في الصين أن أول ظهور لفيروس كورونا المستجد كان فقط في ووهان.إذا تم نقله إلى الصين من الخارج، لكان قد أصاب العديد من المدن الصينية في نفس الوقت وليس واحدةً تلو الأخرى. وقال أيضًا أن مصدر الفيروس قضية مثيرة للجدل، ولكن يجب أن يكون هنالك «أساس دقيق» لتقديم المطالبات، لذلك لم يوافق على أن الفيروس نشأ خارج الصين. ومع ذلك تم إزالة التقارير من مواقع إخبارفي البر الرئيسي للصين.
في 15 من آذار، نشر تشانغ ون هونغ على حساب WeChat الرسمي لقسم الأمراض المعدية، مستشفى هواشان، جامعة فودان، يقول المنشور «أنا اعتقدت في الحقيقة أنه إذا الصين قد سيطرت على الوضع بشكل صحيح، فإن العالم سوف يحذو حذوها أيضًا. لقد حققت دول شرق آسيا كسنغافورة، اليابان وكوريا الجنوبية أداءً جيدًا للغاية، لكن أوروبا أصبحت الآن مركزًا جديدًا للوباء، مما جلب لنا الكثير من عدم اليقين. ستظل الصين تواجه مخاطر استيراد كبيرة في المستقبل. وتوقع» فيما يتعلق بالتدابيرالعالمية الحالية لمكافحة الوباء، من المستحيل بشكل أساسي أن ينتهي الوباء في هذا الصيف «إذا استمر الوباء بالتطور في إيطاليا وإيران، فإن خطر تحول فيروس كورونا إلى وباء سنوي يتزايد معه».

## المنشورات
الوقاية من COVID-19 ومكافحته (جهود البروفيسور تشانغ ونهونغ للوقاية من فيروس إكليلي جديد ومكافحته) (نسخة مترجمة بالفارسية والإنجليزية والبرتغالية والفيتنامية)